# Giraffa camelopardalis thornicrofti
La jirafa Thornicroft o jirafa de Rodesia (Giraffa camelopardalis thornicrofti) es una subespecie de jirafa común sólo en una pequeña área del este de Zambia. Son endémicas de la Provincia Oriental, en Zambia, incluyendo los 9050 km² del Parque nacional South Luangwa. Sus parientes más cercanos son los de la subespecie G. c. tippelskirchi.
Esta subespecie cuenta con manchas similares contra un fondo amarillo beige o crema. Tanto en el interior de las extremidades y en las extremidades inferiores de los corvejones tiene lugar este patrón. Los machos dominantes suelen ser más oscuros. Según la Fundación de Conservación de la jirafa sobreviven menos de 1500 ejemplares, de los cuales aproximadamente 800 (MCD 2010) se encuentran en una sola población.